# Ванадиевые руды
Ванадиевые руды — природные минеральные образования, содержащие ванадий в количествах, делающих промышленную добычу осмысленной. Основные минералы с высоким содержанием ванадия (в пересчёте на оксид ванадия(V) V2O5): ванадинит (11-19 %), деклуазит (16-23 %), купродеклуазит, карнотит (16-21 %), роскоэлит (9-29 %), патронит (до 29 %), тюямунит, кульсонит (до 5 %). Однако, наибольшее промышленное значение (до 90 % мировой добычи, 100 % в России) имеют титаномагнетит и магнетит с меньшим содержанием V2O5 (0,1-4,9 %); граница между бедными и богатыми рудами проводится на уровне 0,3 % содержания ванадия. Меньшее значение имеют карнотитовые, роскоэлитовые руды (содержание 1-5 %), окисленные полиметаллические и медные руды (2-10 %), фосфориты (0,1-1 %), бокситы (0,02-0,04 %) и нефти (5-58[уточнить] %).

## Описание
Из комплексных ванадиевых руд наряду с ванадием извлекают железо, титан, уран, цинк, свинец, медь, молибден, алюминий, фосфор. Месторождения ванадиевых руд делятся на магматические (основная добыча), контактово-метасоматические, экзогенные (осадочные и зоны окисления) и метаморфогенные. Магматические титаномагнетитовые и ильменит-магнетитовые руды обычно связаны с анортозитами, габбро-норитами и габбро-пироксенит-дунитами.
Общие запасы ванадия составляют 60 миллионов тонн, 90 % запасов сосредоточено в пяти странах: России, ЮАР, Венесуэле, США и Китае, добыча в этих странах составляет 50-60 тысяч тонн (в США источником 2/3 добычи служит нефть). Особо выделяются месторождения с запасами свыше 1 миллиона тонн Качканарской группы на Уралe в России и Бушвельдского комплекса в ЮАР. В Казахстане ванадиевые руды обнаружены в кембрийских сланцах на северо-востоке Каратау, в хребтax Таласский Ала-Тоо и Терскей-Алатау.